# (446) Этернитас
(446) Этернитас (лат. Aeternitas) — астероид из группы главного пояса, принадлежащий к редкому спектральному классу A. Был открыт 27 октября 1899 года немецкими астрономами Максом Вольфом и Фридрихом Швассманом в обсерватории Хайдельберг и назван в честь Этернитас, римской богини вечности и бессмертия.

Орбита астероида Этернитас и его положение в Солнечной системе
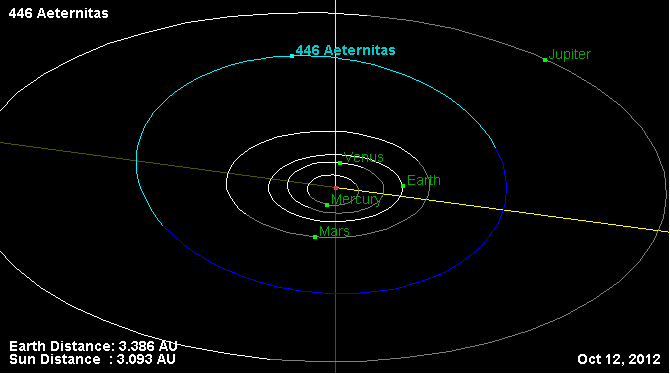
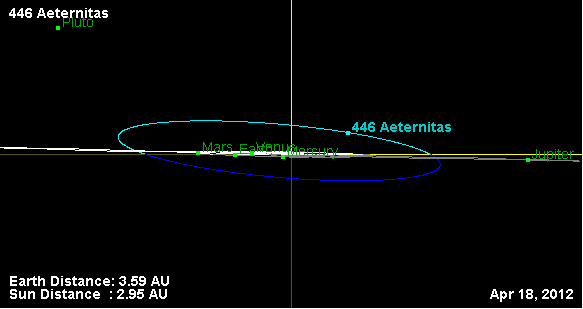